# Boletenzwartlijf
De boletenzwartlijf (Diaperis boleti) is een kever uit de familie zwartlijven (Tenebrionidae).

## Kenmerken
De kever heeft een overwegend zwarte kleur met drie heldere gele tot oranje dwarsbanden op de dekschilden, de rest van het lichaam is geheel zwart. De voorste twee van deze dwarsbanden zijn het duidelijkst te zien, de achterste band bestaat vaak uit twee vlekken aan de achterzijde van de dekschilden. De dekschilden zijn voorzien van lengtegroefjes, welke bestaan uit rijen kleine putjes. De totale lichaamslengte is ongeveer zes tot acht millimeter. Het lichaam is veel ronder van vorm dan andere zwartlijven, het is enigszins eivormig en de kever doet in combinatie met de geeloranje banden denken aan een aaskever.
De kop is aan de onderzijde geplaatst, de ogen zijn zwart van kleur en daardoor moeilijk te onderscheiden van de rest van de kop. De ogen zijn net als andere kevers opgebouwd uit kleine suboogjes waaraan ze te herkennen zijn. De antennes zijn vrij kort en de antenneleden zijn in het midden sterk verdikt waardoor de leden duidelijk zijn te onderscheiden. Het halsschild is altijd zwart en ook de onderzijde en de poten zijn zwart van kleur.

## Levenswijze
De kevers leven van paddenstoelen die op bomen groeien en zijn alleen te vinden in bossen. Voorbeelden van soorten paddenstoelen waarvan de kever leeft zijn de roodgerande houtzwam (Fomitopsis pinicola), de berkenzwam (Piptoporus betulinus) en de zadelzwam (Polyporus squamosus) Ze vliegen zelden en zijn daarom vrij onbekend terwijl ze algemeen kunnen voorkomen. In Nederland is de kever vooral in het oosten te vinden.
De gehele levenscyclus vindt plaats op en in zwammen. De larven graven al etend gangen in het vruchtvlees van de zwam. De larven zijn wormachtig en hebben een wit lichaam met drie paar gelede pootjes. Aan de voorzijde is de verdikte kop met twee bruine kaken zichtbaar. Als ze zich volledig hebben ontwikkeld wordt een popkamer uitgeknaagd in de zwam waarin de verpopping plaatsvindt. Na enige tijd komt hieruit de volwassen kever tevoorschijn. Ook de volwassen dieren eten het vruchtvlees van de zwam.

## Naamgeving en taxonomie
De wetenschappelijke naam van de soort werd als Chrysomela boleti in 1758 gepubliceerd door Carl Linnaeus. De soort werd, zonder naar de naam van Linnaeus te verwijzen, in 1762 door Étienne Louis Geoffroy als typesoort in het geslacht Diaperis geplaatst.

## Afbeeldingen

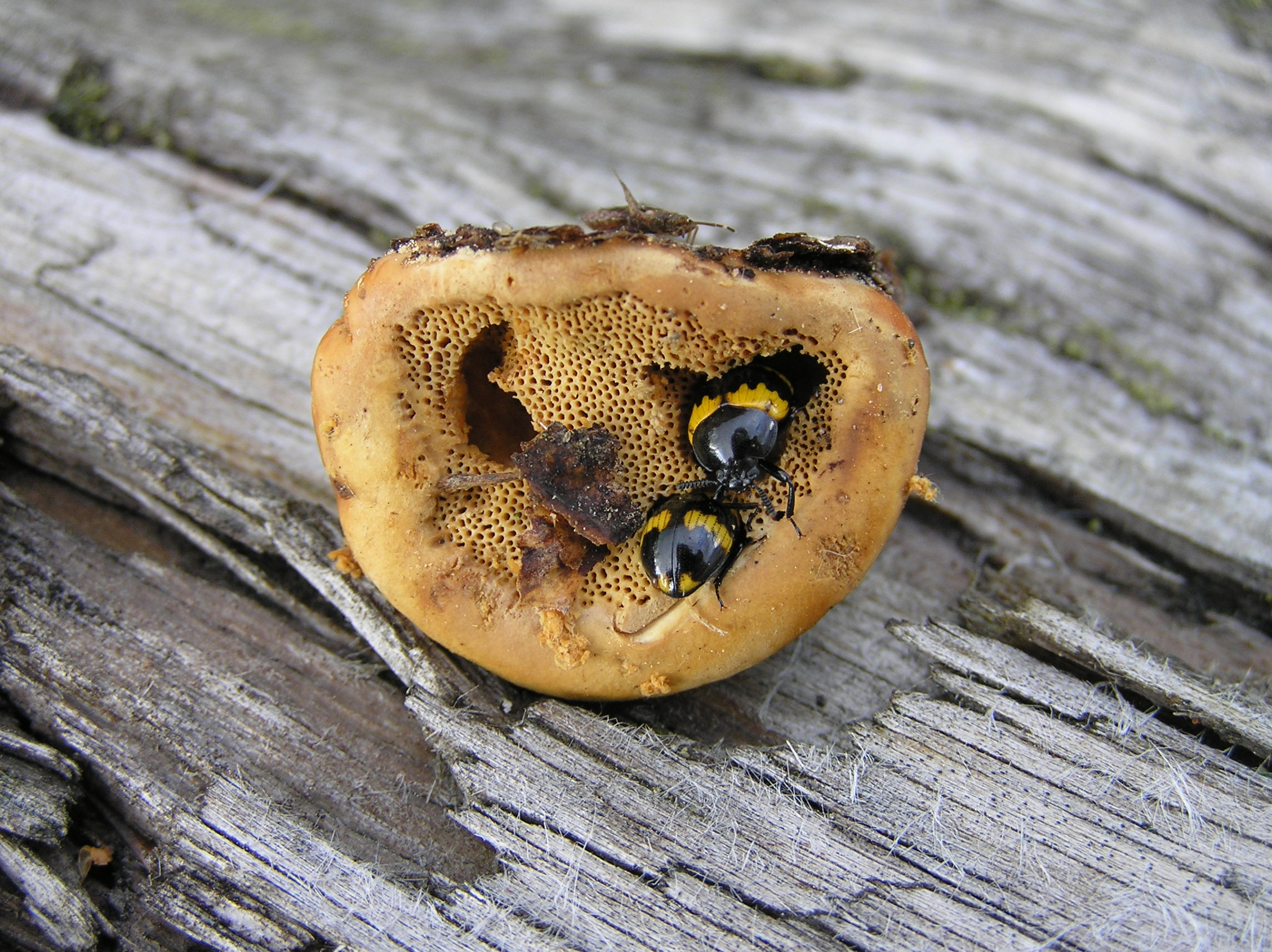
Twee exemplaren in een zwam.
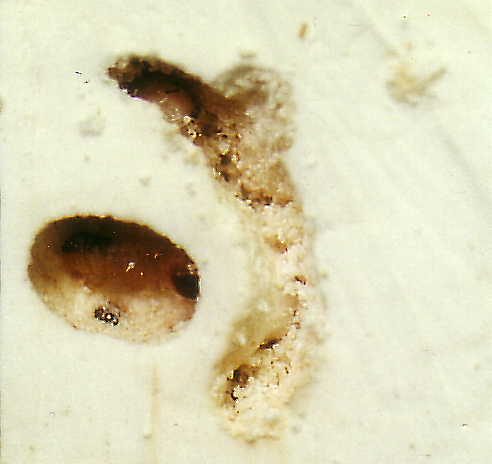
Gang (rechts) en popkamer (links) van de larven.
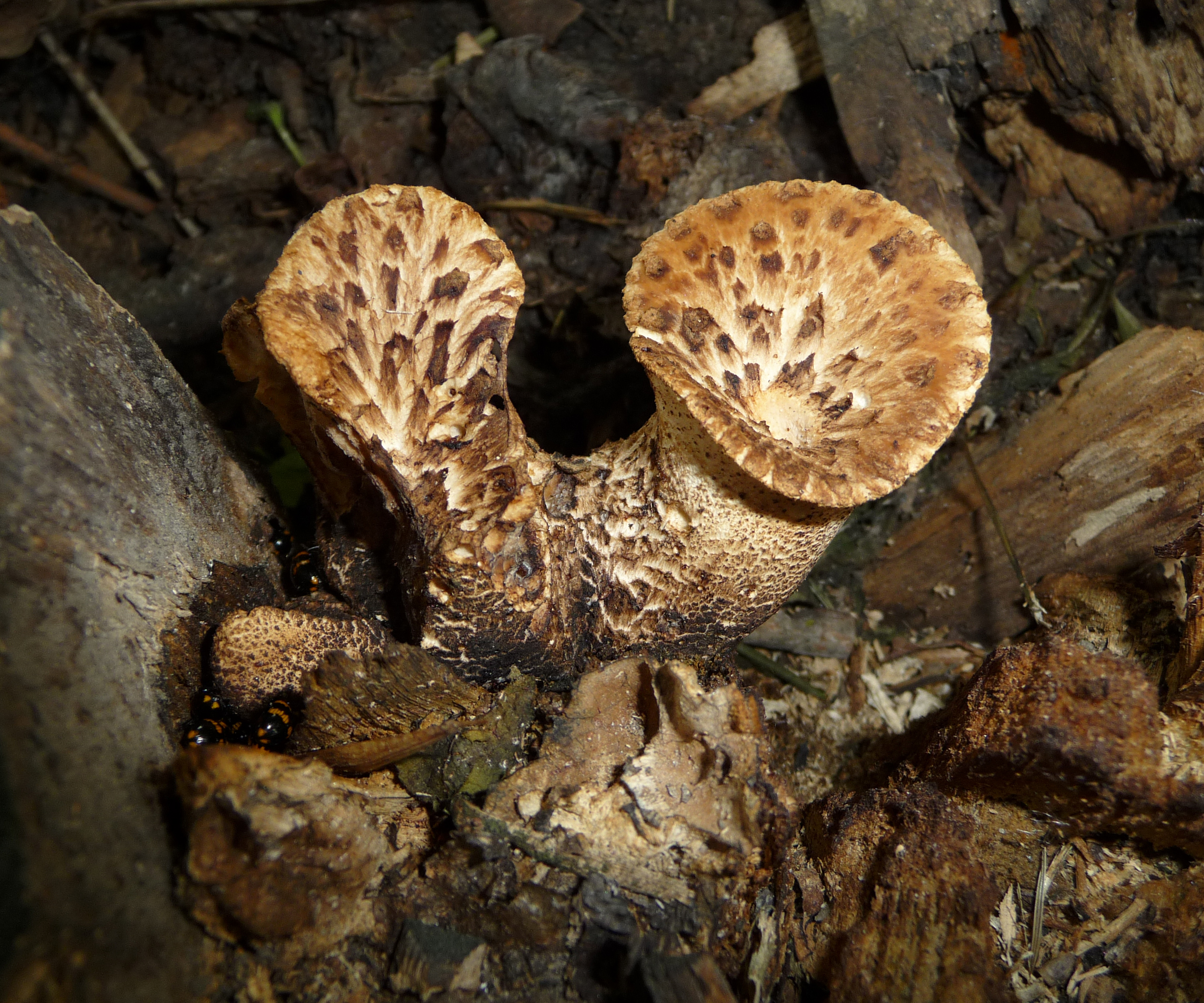
Enkele exemplaren op een zadelzwam (linksonder).
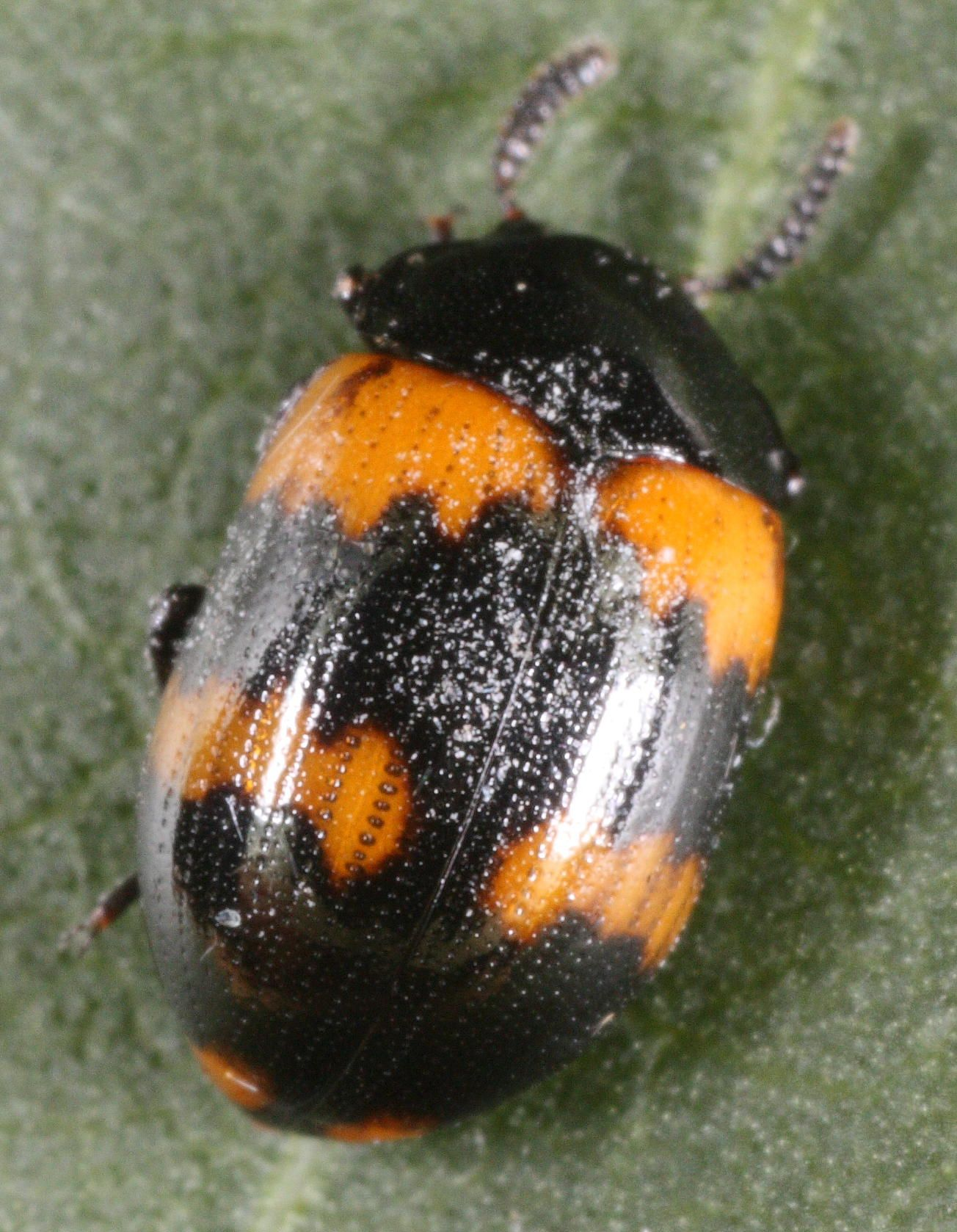